# Liste der Biografien/Moln
Liste der Biografien |
Portal Biografien |
Personensuche
# |
A |
B |
C |
D |
E |
F |
G |
H |
I |
J |
K |
L |
M |
N |
O |
P |
Q |
R |
S |
T |
U |
V |
W |
X |
Y |
Z |
?
 
Ma |
Mb |
Mc |
Md |
Me |
Mf |
Mg |
Mh |
Mi |
Mj |
Mk |
Ml |
Mm |
Mn |
Mo |
Mp |
Mq |
Mr |
Ms |
Mt |
Mu |
Mv |
Mw |
Mx |
My |
Mz
 
Moa |
Mob |
Moc |
Mod |
Moe |
Mof |
Mog |
Moh |
Moi |
Moj |
Mok |
Mol |
Mom |
Mon |
Moo |
Mop |
Moq |
Mor |
Mos |
Mot |
Mou |
Mov |
Mow |
Mox |
Moy |
Moz
 
Mola |
Molb |
Molc |
Mold |
Mole |
Molf |
Molg |
Molh |
Moli |
Molj |
Molk |
Moll |
Molm |
Moln |
Molo |
Mols |
Molt |
Molu |
Molv |
Molw |
Moly |
Molz
Die Liste der Biografien führt alle Personen auf, die in der deutschsprachigen Wikipedia einen Artikel haben. Dieses ist eine Teilliste mit 54 Einträgen von Personen, deren Namen mit den Buchstaben „Moln“ beginnt.

## Moln

### Molna
- Molnár, Adam Andreas von (1713–1780), Siebenbürger Arzt
- Molnár, Albert (1574–1634), reformierter Theologe, Philologe, Übersetzung der ungarischen Bibel
- Molnár, Albin (* 1935), ungarischer Segellehrer, Olympiateilnehmer
- Molnár, Antal (1890–1983), ungarischer Komponist und Musikwissenschaftler
- Molnár, Attila (* 2002), ungarischer Leichtathlet
- Molnar, Charles (1935–1996), US-amerikanischer Computer-Konstrukteur und Biophysiker
- Molnar, Cornelia (* 1983), kroatische Tischtennisspielerin
- Molnár, Csaba (* 1979), ungarischer Politiker, MdEP
- Molnár, Dávid (* 1984), ungarischer Volleyballspieler
- Molnar, Ede-Karoly (* 1996), rumänischer Mountainbikefahrer
- Molnar, Edmund (1923–1944), österreichischer Schlosser, Gefreiter der Wehrmacht und Opfer der NS-Militärjustiz
- Molnar, Emily (* 1973), kanadische zeitgenössische Tänzerin und Ballettmeisterin
- Molnár, Endre (* 1945), ungarischer Wasserballer
- Molnár, Erik (1894–1966), ungarischer kommunistischer Politiker und Historiker
- Molnár, Farkas (1897–1945), ungarischer Architekt
- Molnár, Ferenc (1878–1952), ungarischer Schriftsteller und JournalistFerenc Molnár (1878–1952)

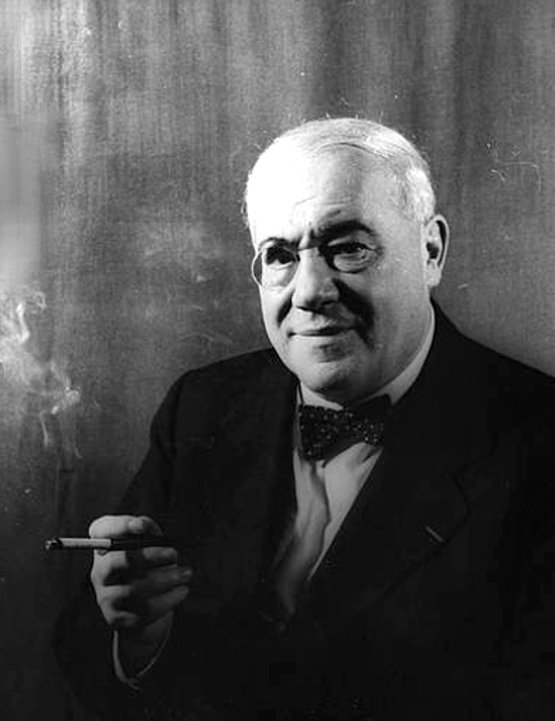
Ferenc Molnár (1878–1952)

- Molnár, Ferenc (* 1982), ungarischer Sänger und Fonogram-Preisträger
- Molnár, Flórián (* 2002), ungarischer Skispringer
- Molnár, Géza, österreichischer Pfarrer
- Molnár, Géza (* 1984), österreichischer Politiker
- Molnár, Gyula (* 1952), ungarischer Skispringer
- Molnár, Ignác (1901–1986), ungarischer Fußballspieler und -trainer
- Molnár, Ingo, ungarischer Programmierer, Linux-Kernel-Entwickler
- Molnár, István (1913–1983), ungarischer Wasserballspieler
- Molnár, István (1928–2012), ungarischer Oberstleutnant, Botschafter in Indonesien und Kanada
- Molnár, Janka (* 2001), ungarische Leichtathletin
- Molnár, József (1918–2009), ungarischer Schriftsteller, Journalist, Verleger und Drucker
- Molnár, József von (1821–1899), ungarischer Porträt-, Landschafts-, Genre- und Historienmaler
- Molnár, Kitti (* 2006), ungarische Tennisspielerin
- Molnár, Lajos (1946–2015), ungarischer Politiker, Gesundheitsminister (2006–2007)
- Molnár, Miklós (1918–2003), ungarischer Historiker
- Molnar, Miklos (* 1970), dänischer Fußballspieler
- Molnar, Pavel (* 1940), tschechischer Glasbläser
- Molnár, Pavol (1936–2021), tschechoslowakischer Fußballspieler
- Molnar, Peter (1943–2022), US-amerikanischer Geologe und Geophysiker
- Molnar, Peter (* 1968), österreichischer Umweltmanager, Politiker und Bürgermeister der Stadt Krems an der Donau
- Molnár, Petr (* 1969), tschechischer Eishockeyspieler
- Molnar, Ralph E. (* 1943), US-amerikanischer Paläontologe
- Molnár, Réka (* 1986), ungarische Fußballschiedsrichterin
- Molnár, Róza (1900–1977), ungarische Grafikerin und Malerin
- Molnar, Sandro-Luca (* 2003), österreichischer Fußballspieler
- Molnar, Sonja (* 1990), kanadische Tennisspielerin
- Molnár, Szabolcs (* 1977), rumänischer Eishockeytorwart
- Molnár, Tamás (* 1975), ungarischer Wasserballer
- Molnar, Thomas (* 1952), deutscher Politiker (CDU), MdB
- Molnar, Thomas Steven (1921–2010), US-amerikanischer politischer Theoretiker, Historiker und Philosoph
- Molnar, Vera (1923–1986), deutsche Schauspielerin
- Molnár, Vera (1924–2023), französische KünstlerinVera Molnár (1924–2023)

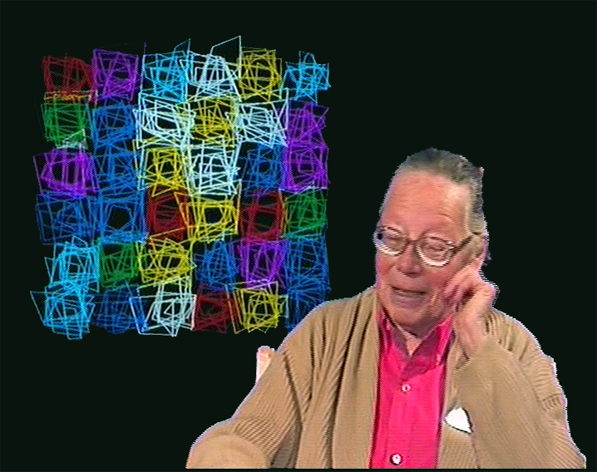
Vera Molnár (1924–2023)

- Molnár, Zsolt (* 1987), rumänischer Eishockeyspieler
- Molnár, Zsombor (* 1993), rumänischer Eishockeyspieler
- Molnár-Gábor, Fruzsina (* 1984), ungarisch-deutsche Rechtswissenschaftlerin
- Molnau, Carol (* 1949), US-amerikanische Politikerin

### Molne
- Molner, Johann († 1540), deutscher Zisterzienserabt

### Molny
- Molny, Erika (1932–1990), österreichische Autorin und Journalistin